# Joshua Butler
Joshua Butler ist ein US-amerikanischer Filmregisseur, Produzent und Drehbuchautor, der vor allem für die Regie des Films Charlie und das Rentier sowie mehrerer Folgen der TV-Serie Vampire Diaries bekannt ist. Er ist der Gründer der Produktionsfirma iceblink Film mit Sitz im Großraum Los Angeles.
Joshua Butler studierte Film an der University of Southern California und schuf 1995 den preisgekrönten Kurzfilm Will Work for Food, bei dem er das Drehbuch geschrieben und auch Regie geführt hatte. Zu seinen Filmen und Serien, die er gedreht hat, gehören Beer Money, Charlie und das Rentier, Vlog, The Following, Shadowhunters und auch Red Rooms.
Für Charlie und das Rentier (Prancer Returns) erhielt er eine DVD-Exclusive-Awards-Nominierung als bester Regisseur.

## Filmografie (Auswahl Regie)
- 1995: Will Work for Food
- 2000: Invisible Man – Der Unsichtbare (4 Folgen)
- 2001: Beer Money
- 2001: Charlie und das Rentier
- 2002: Saint Sinner
- 2003: Deathlands
- 2008: Vlog (18 Folgen Regie und Drehbuchautor)
- 2010–2015: Vampire Diaries (11 Folgen)
- 2013: Ryan Star: Fuck'n Up
- 2014: The Following (5 Folgen)
- 2014: Ryan Star: Bullet
- 2015: House Not Home
- 2015: Doghouse (2015)
- 2016–2019: The Magicians (6 Folgen)
- 2016: Levi Kreis: With You
- 2016: Levi Kreis: We're Okay
- 2016: Levi Kreis: Timeless
- 2016: Levi Kreis: I Should Go
- 2016: Levi Kreis: Corner of the Sky
- 2016: Levi Kreis: Not While I'm Around
- 2017–2019: Shadowhunters (3 Folgen)
- 2018: Ryan Star: You Can Close Your Eyes  (auch Drehbuchautor)
- 2018: Levi Kreis Feat. Jason Antone: Worlds Apart  (auch Drehbuchautor)
- 2018: Betablock3r: Fired Up (auch Drehbuchautor)
- 2018: MENEW: Baby You're Like a Drug (auch Drehbuchautor)
- 2018: Ryan Star: For the Only One (auch Drehbuchautor)
- 2021: Red Rooms (6 Folgen auch Drehbuchautor und Produzent)